# Anonychomyrma biconvexa
Anonychomyrma biconvexa is een mierensoort uit de onderfamilie van de Dolichoderinae. De wetenschappelijke naam van de soort is voor het eerst geldig gepubliceerd in 1928 door Santschi.